# Grosso mogul
Grosso mogul, o Il grosso mogul, o amb majúscules [Il] Grosso Mogul ([El] Gran Mogol), RV 208, és un concert per a violí en re major d'Antonio Vivaldi. El concert, de tres moviments, és una feina primerenca del compositor venecià. A mitjans de la dècada de 1710, Johann Sebastian Bach va transcriure el concert per a orgue (BWV 594), en do major. Una versió simplificada del concert per a violí, RV 208a, sense cadències, apareix en versions del manuscrit del concert RV 208, i amb un moviment central diferent; va aparèixer publicat cap el 1920 a Amsterdam formant part dels Concerts op. 7.

## Història
Aquest concert per a violí, RV 208, sobreviu en tres manuscrits:
- Una partitura autògrafa de Vivaldi, conservada a Torí.
- Una còpia de parts del concert, conservada en la Landesbibliothek Mecklenburg-Vorpommern Günther Uecker a Schwerin.[3][4]
- Una altra còpia de parts del concert conservada a Cividale del Friuli.[4]

El títol de Grosso Mogul apareix en el manuscrit de Schwerin, el qual és anterior a 1717. Segons Michael Talbot, el nom del concert possiblement pot ser relacionat amb el llibret d'òpera de Domenico Lalli Il gran Mogol', que havia estat representat a Nàpols l'any 1713. Versions posteriors d'aquest llibret apareixen en una òpera de Giovanni Porta, representada a Venècia el 1717, i en l'òpera Argippo de Vivaldi (RV 697) de 1730
Les còpies del concert de Schwerin i de Cividale del Friuli contenen dues variants amb cadències per a violí sense acompanyament, en el primer i últim moviments del concert. En la partitura autògrafa s'indica en quin lloc del concert es poden inserir les cadències, però no conté les esmentades cadències. Un manuscrit amb l'escrit sense les cadències deuria circular abans de 1713–1714, època en què Bach va transcriure la seva versió per a orgue sol (BWV 594).
Una versió primerenca del concert, RV 208a, fou compost probablement cap al 1712 o 1713. Aquesta versió té un moviment central diferent que la versió del concert RV 208. Sembla que Vivaldi no va fer cap supervisió de la col·lecció de concerts op. 7 que es van publicar al voltant de 1720 a Amsterdam per Estienne Roger, i en la que hi ha la versió antiga del concert RV 208a. Aquesta versió del concert no conté ni les cadències, ni una indicació on caldria inserir les cadències.

## Moviments
El concert està instrumentat per a violí solista, corda (dues grups de violins i una grups de violes), i baix continu. Consta de tres moviments:
1. Allegro, en re major i compàs 2/2.
2. Recitatiu: Grave, en si menor i compàs 2/2. Aquest moviment és interpretat pel violí solista acompanyat només pel baix continu.
3. Allegro, en re major i compàs 3/4.